# Темницький Володимир Миколайович
Володимир-Лука Миколайович Темницький (24 липня 1879, с. Хлопівка, нині Гусятинський район, Тернопільська область — 26 січня 1938, Львів)   — український громадсько-політичний діяч, голова УСДП у 1914–1920 рр., міністр закордонних справ УНР у 1919 р., правник, публіцист. Брат Омеляна Темницького, двоюрідний брат Мирослава Січинського.

## Життєпис

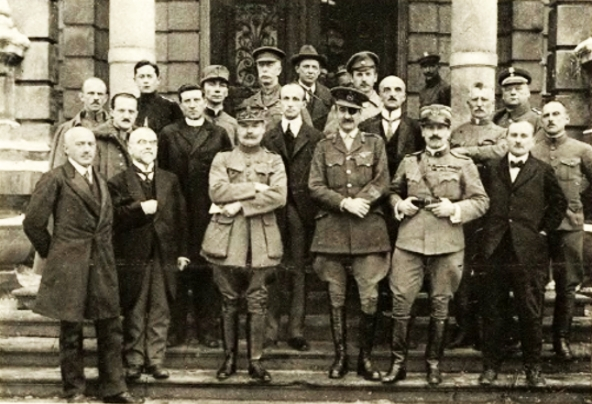
Члени делегацій на перемовинах про припинення вогню. Львів, палац Потоцьких, 26.02.1919 рік. Перший ряд (зліва направо): Володимир Темницький, Володимир Охримович, голова французької місії генерал Жозеф Бартелемі, керівник британської місії генерал-майор Адріан Картон де Віарт, італійський майор Джузепе Стабіле, Степан Витвицький; Другий ряд: Альфонс Ерле, отець Франц Ксаверій Бонн, Роберт Говард Лорд (США), Осип Бурачинський, Костянтин Слюсарчук, Теодор Рожанківський; Третій ряд: стоїть третій — отець Антін Калята, четвертий — британський полковник Смайс, шостий — Вільгельм Фідлєр

Народився 24 липня 1879 року в с. Хлопівка (Королівство Галичини та Володимирії, Австро-Угорщина, тепер — Гусятинський район, Тернопільська область, Україна) у родині місцевого греко-католицького священика о. Миколи Темницького та Катерини (Касуні) з Січинських.
Зі студентських років брав активну участь в українському політичному русі, член УСДП Галичини (її голова в 1914—1921 рр.).
Дитячі роки пройшли в Хоросткові. Навчався в гімназіях Коломиї, Золочева, у Краківському, Віденському, Львівському університетах. Співзасновник організації «Молода Україна» (1900—1902), редактор її однойменного часопису. Разом з Михайлом Галущинським, Євгеном Косевичем та іншими студентами з 1899 р. домагався заснування Українсько-Руського університету у Львові. Апогеєм боротьби «Молодої України» за український університет стало віче українських студентів 19 листопада 1901 року, яке завершилося походом вулицями міста зі співами «Ще не вмерла Україна» та «Не пора». За це ректорат Львівського університету схвалив рішення виключити організаторів виступів Володимира Темницького та Євгена Косевича з університету. У відповідь 583 студенти заявили про припинення навчання у Львівському університеті (загалом у цьому закладі тоді навчалося близько 1400 юнаків; у літературі згадана акція відома як «сецесія»). Лютий 1906 року заарештований у Теребовлі, ув'язнення відбував у Тернополі.
Від серпня 1914 р. — член Бойової Управи УСС, Головної Української Ради (створені у Львові, потім Загальна Українська Рада діяла у Відні); голова УСДП (березень 1914 — червень 1918). Співпрацював із Союзом визволення України. 1919 р.: учасник проголошення Акту Злуки ЗУНР та УНР; віце-міністр закордонних справ УНР у кабінеті В. Чехівського, міністр закордонних справ у кабінеті Бориса Мартоса (24 квітня — 26 серпня). З 1921 р. в Галичині (Станіслав), 1926 р. переїхав до Стрия, з 1928 р. у Львові. Займався юридичною практикою, брав активну участь у кооперативному русі, писав для української преси («Діло»). Витвицький Степан після повернення з еміграції до Дрогобича відновив адвокатську діяльність спочатку спільно з В. Темницьким.
З 9 грудня 1928 — віце-президент відродженої Української соціал-демократичної партії. У 1930—1934 рр. — член Тимчасової ради міста Львова, в ході засідання ради намагався використовувати українську мову. Двічі невдало балотувався у польський Сейм.
Учасник української делегації на мирній конференції в Парижі 1919—1920.
Похований на 62 полі Личаківського цвинтаря.

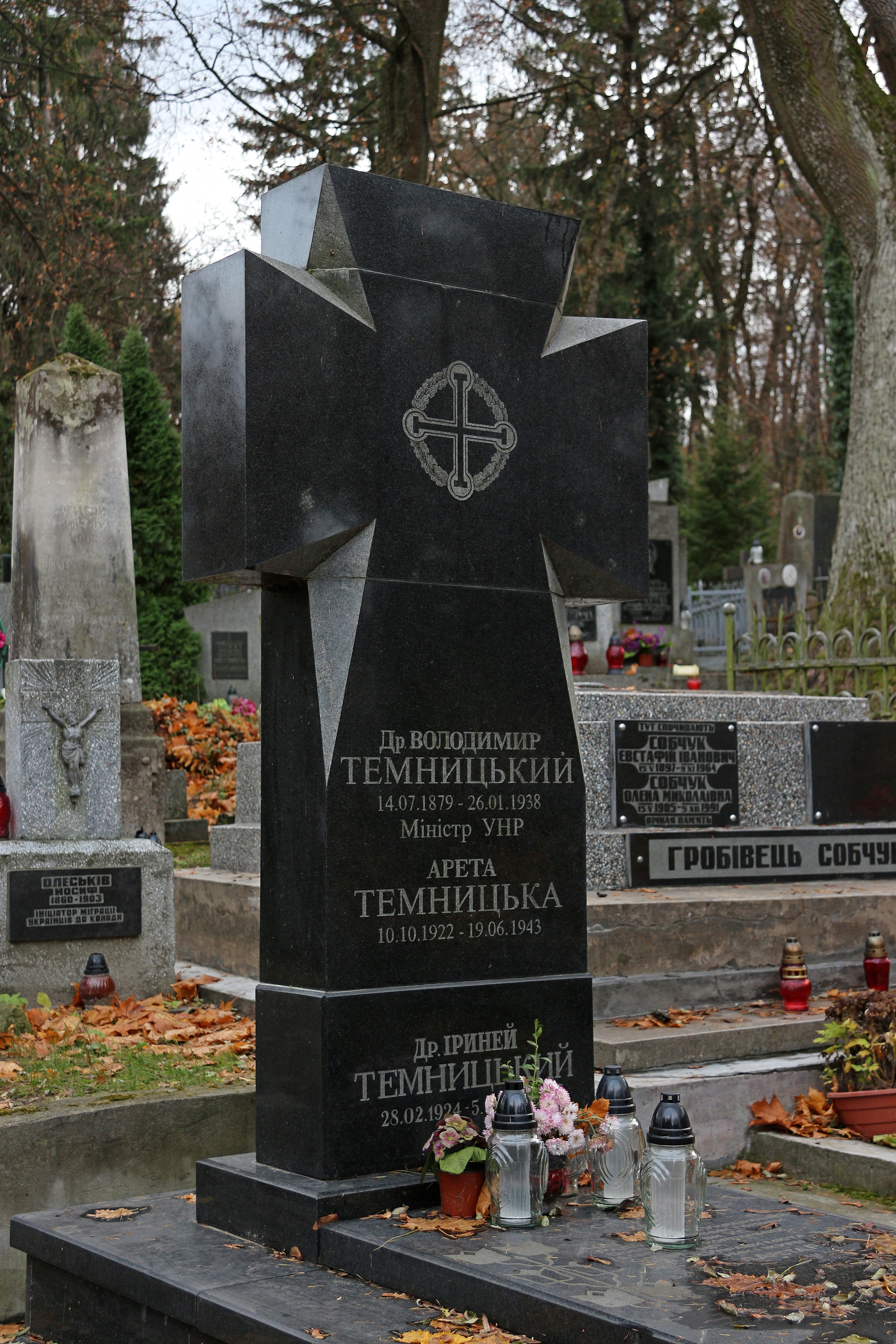
Пам'ятник Володимиру Темницькому

## Праці
- «Українські Січові Стрільці. Думки й уваги з приводу українського мілітарного руху» (Відень, 1915 р.)
- (з Осипом Бурачинським) Les atrocités polonaises en Galicie ukrainienne (Note télégramme adressée par Valdemar Temnytsky et Joseph Bouratchinski à Clemenceau). Paris: Bureau ukrainien, 1919 (англійською — Polish Atrocities in Ukrainian Galicia: A Telegraphic Note to M. Georges Clemenceau. New York: The Ukrainian National Committee of the United States Year, 1919).
- «Микола Ганкевич» (Львів, 1932 р.)
- переклав, видав п'єсу Максима Горького «На дні» (1903 р.)

Статті на політичні теми (журнали «Молода Україна» (1900-01 рр.), «Світ» (1915 р.), альманах «Січ» (1908 р.), газети), наприклад:
- Die politische Bedeutung der nationalen Legionen // Ukrainische Nachrichten. Nr. 30 (1915).
- Ein Eroberungs- oder ein Befreiungskrieg // Ukrainische Nachrichten. Nr. 47 (1915).
- Українська оселя в Ґмінді // Вістник Союза Визволення України. № 37-38. С. 8-10, № 41-42, С. 10-12 (1915).

## Вшанування
1997 року на будинку в Усті-Зеленому, в якому проживав, встановлено меморіяльну таблицю.

## Родина
Дружина — Ростислава Марія Вітольдівна Білинська (1890—1969), випускниця Львівського музичного інституту ім. Лисенка, була піаністкою. Донька Рута (Арета Романа; 1922—1943) мала непересічні драматургічні обдарування, померла в молодому віці. Син Іриней (Оріх; 1924—2007) був істориком.